# Тест Дики — Фуллера
Тест Дики — Фуллера (DF-тест, Dickey — Fuller test) — это методика, которая используется в прикладной статистике и эконометрике для анализа временных рядов для проверки на стационарность. Является одним из тестов на единичные корни (Unit root test). Был предложен в 1979 году Дэвидом Дики и Уэйном Фуллером.
За вклад в исследование коинтегрированных процессов с использованием предложенного теста Дики — Фуллера проверки на стационарность, в 2003 году Клайв Грейнджер получил Нобелевскую премию по экономике.

## Понятие единичного корня
Временной ряд имеет единичный корень, или порядок интеграции один, если его первые разности образуют стационарный ряд. Это условие записывается как
{\displaystyle y_{t}\thicksim I(1)} если ряд первых разностей {\displaystyle \triangle y_{t}=y_{t}-y_{t-1}} является стационарным {\displaystyle \triangle y_{t}\thicksim I(0)}.
При помощи этого теста проверяют значение коэффициента {\displaystyle a} в авторегрессионном уравнении первого порядка AR(1)
{\displaystyle y_{t}=a\cdot y_{t-1}+\varepsilon _{t},}
где {\displaystyle y_{t}} — временной ряд, а {\displaystyle \varepsilon } — ошибка.
Если {\displaystyle a=1}, то процесс имеет единичный корень, в этом случае ряд {\displaystyle y_{t}} не стационарен, является интегрированным временным рядом первого порядка — {\displaystyle I(1)}. Если {\displaystyle |a|<1}, то ряд стационарный — {\displaystyle I(0)}.
Для финансово-экономических процессов значение {\displaystyle |a|>1} не свойственно, так как в этом случае процесс является «взрывным». Возникновение таких процессов маловероятно, так как финансово-экономическая среда достаточно инерционная, что не позволяет принимать бесконечно большие значения за малые промежутки времени.

## Сущность DF-теста
Приведенное авторегрессионное уравнение AR(1) можно переписать в виде:
{\displaystyle \triangle y_{t}=b\cdot y_{t-1}+\varepsilon _{t},}
где {\displaystyle b=a-1}, а {\displaystyle \triangle } — оператор разности первого порядка {\displaystyle \triangle y_{t}=y_{t}-y_{t-1}}.
Поэтому проверка гипотезы о единичном корне в данном представлении означает проверку нулевой гипотезы о равенстве нулю коэффициента {\displaystyle b}. Поскольку случай «взрывных» процессов исключается, то тест является односторонним, то есть альтернативной гипотезой является гипотеза о том, что коэффициент {\displaystyle b} меньше нуля. Статистика теста (DF-статистика) — это обычная {\displaystyle t}-статистика для проверки значимости коэффициентов линейной регрессии. Однако, распределение данной статистики отличается от классического распределения {\displaystyle t}-статистики (распределение Стьюдента или асимптотическое нормальное распределение). Распределение DF-статистики выражается через винеровский процесс и называется распределением Дики — Фуллера.
Существует три версии теста (тестовых регрессий):
1. Без константы и тренда

{\displaystyle \triangle y_{t}=b\cdot y_{t-1}+\varepsilon _{t}.}
1. С константой, но без тренда:

{\displaystyle \triangle y_{t}=b_{0}+b\cdot y_{t-1}+\varepsilon _{t}.}
1. С константой и линейным трендом:

{\displaystyle \triangle y_{t}=b_{0}+b_{1}\cdot t+b\cdot y_{t-1}+\varepsilon _{t}.}
Для каждой из трёх тестовых регрессий существуют свои критические значения DF-статистики, которые берутся из специальной таблицы Дики — Фуллера (МакКиннона). Если значение статистики лежит левее критического значения (критические значения — отрицательные) при данном уровне значимости, то нулевая гипотеза о единичном корне отклоняется и процесс признается стационарным (в смысле данного теста). В противном случае гипотеза не отвергается и процесс может содержать единичные корни, то есть быть нестационарным (интегрированным) временным рядом.

### Критические значения статистики Дики — Фуллера
Критические значения статистики Дики — Фуллера при 1%-ном уровне значимости:
| Размер выборки          | AR-модель | AR-модель с константой | AR-модель с константой и трендом |
| ----------------------- | --------- | ---------------------- | -------------------------------- |
| 25                      | -2,66     | -3,75                  | -4,38                            |
| 50                      | -2,62     | -3,58                  | -4,15                            |
| 100                     | -2,60     | -3,51                  | -4,04                            |
| {\displaystyle \infty } | -2,58     | -3,43                  | -3,96                            |

Для сравнения критическое значение распределения Стьюдента для всех моделей на больших объёмах выборки — 2,33, на малых выборках — 2,5. МакКинноном также выведены приблизительные формулы для оценки критических значений.

## Расширенный тест Дики — Фуллера (ADF)
Если в тестовые регрессии добавить лаги первых разностей временного ряда, то распределение DF-статистики (а значит, критические значения) не изменится. Такой тест называют расширенным тестом Дики — Фуллера (Augmented DF, ADF).
Необходимость включения лагов первых разностей связана с тем, что процесс может быть авторегрессией не первого, а более высокого порядка. Рассмотрим на примере модели AR(2):
{\displaystyle y_{t}=a_{1}y_{t-1}+a_{2}y_{t-2}+\varepsilon _{t}.}
Данную модель можно представить в виде:
{\displaystyle \triangle y_{t}=(a_{1}+a_{2}-1)y_{t-1}-a_{2}\triangle y_{t-1}+\varepsilon _{t}.}
Если временной ряд имеет один единичный корень, то первые разности по определению стационарны. А поскольку {\displaystyle y_{t-1}} по предположению нестационарен, то если коэффициент при нём не равен нулю, уравнение противоречиво. Таким образом, из предположения об интегрированности первого порядка для такого ряда следует, что {\displaystyle a_{1}+a_{2}-1=0}. Таким образом, для проверки наличия единичных корней в данной модели следует провести стандартный DF-тест для коэффициента при {\displaystyle y_{t-1}}, причем в тестовую регрессию должен быть добавлен лаг первой разности зависимой переменной.
Кроме указанной причины также существует и другая — ошибки модели могут не быть белым шумом, а быть некоторым стационарным ARMA-процессом, поэтому следует проверить наличие единичного корня для нескольких лагов. Следует, однако учесть, что увеличение числа лагов приводит к снижению мощности теста. Обычно ограничиваются тремя-четырьмя лагами.

## Замечание
Тест Дики — Фуллера, как и многие другие тесты, проверяют наличие лишь одного единичного корня. Однако, процесс может иметь теоретически несколько единичных корней. В этом случае тест может быть некорректным. Поскольку обычно предполагается, что больше трёх единичных корней вряд ли могут встречаться в реальных экономических временных рядах, то теоретически обоснованным является тестирование в первую очередь вторых разностей ряда. Если гипотеза единичного корня для этого ряда отвергается, то тогда тестируется единичный корень в первых разностях. Если на этом этапе гипотеза не отвергается, то исходный ряд имеет два единичных корня. Если отвергается, то проверяется единичный корень в самом временном ряде, как описано выше. На практике часто все делают в обратной последовательности, что не совсем корректно. Для корректных выводов необходимы результаты тестов для вторых и первых разностей наряду с самим временным рядом.